# Adam et Ève (film, 1983)
Pour les articles homonymes, voir Adam et Ève.
Pour plus de détails, voir Fiche technique et Distribution.
Adam et Ève (Adamo ed Eva, la prima storia d'amore) est un film d'aventures romantique hispano-italien réalisé par Luigi Russo et Enzo Doria et sorti en 1983.

## Synopsis
Après leur expulsion du jardin d'Éden, Adam et Ève errent dans le monde et rencontrent d'autres êtres humains : les primitifs Yukkas voudraient qu'ils s'accouplent avec eux pour améliorer la race, mais Adam et Eve s'échappent et tombent sur les Kuntha, plus civilisés, dont le chef tombe amoureux d'Eve et l'enlève, contrevenant ainsi aux règles de son peuple. Au cours de leur fuite, ils sont attaqués par les féroces cannibales Kuzaman, mais sont sauvés par Adam.
Ève est assaillie par un doute : choisir son premier homme ou poursuivre sa relation avec le chef Kuntha. Elle choisit Adam et part avec lui à la recherche d'un endroit où loger. Lorsqu'ils le trouvent enfin, Ève donne naissance à un enfant.

## Fiche technique
- Titre original italien  : Adamo ed Eva, la prima storia d'amore[1]
- Titre espagnol : Adán y Eva, la primera historia de amor[2]
- Titre français : Adam et Ève (titre vidéo)
- Réalisateur : Luigi Russo (sous le nom de « Johnny Wilder »)
- Scénario : Luigi Russo (sous le nom de « Johnny Wilder »), Enzo Doria (sous le nom de « Vincent Green »)
- Photographie : Fernando Espiga
- Montage : Luigi Russo (sous le nom d'« Alan O'Neal »)
- Musique : Guido et Maurizio De Angelis
- Décors : Javier Fernández
- Costumes : Gisella Longo
- Production : Enzo Doria (sous le nom de « Vincent Green »)
- Société de production : Alex Film International, Arco Film, American Distribution
- Pays de production :  Italie -  Espagne
- Langue originale : italien
- Format : Couleurs
- Durée : 91 minutes
- Genre : Film d'aventures romantique
- Dates de sortie :
  - Italie : 17 mars 1983
  - Espagne : 16 janvier 1984

## Distribution
- Mark Gregory (it) : Adam
- Andrea Goldman : Eva
- Ángel Alcázar :
- Costantino Rossi :
- Pier Angelo Pozzato :
- Vito Fornari :
- Liliana Gerace :
- Andrea Aureli :

## Production
Le tournage s'est déroulé dans les décors naturels de Lanzarote, Fuerteventura et Las Palmas de Grande Canarie aux Îles Canaries, au Grand Canyon aux États-Unis ainsi qu'au Groenland.